# Panysinus semiermis
Panysinus semiermis är en spindelart som beskrevs av Simon 1902. Panysinus semiermis ingår i släktet Panysinus och familjen hoppspindlar. Inga underarter finns listade i Catalogue of Life.